# Odontamblyopus tenuis
Odontamblyopus tenuis és una espècie de peix de la família dels gòbids i de l'ordre dels perciformes.

## Morfologia
- Els mascles poden assolir 12,8 cm de longitud total.
- Nombre de vèrtebres: 27.[2][3]

## Hàbitat
És un peix de clima tropical i bentopelàgic.

## Distribució geogràfica
Es troba al Pakistan i Myanmar.

## Observacions
És inofensiu per als humans.